# Accord de quinte diminuée

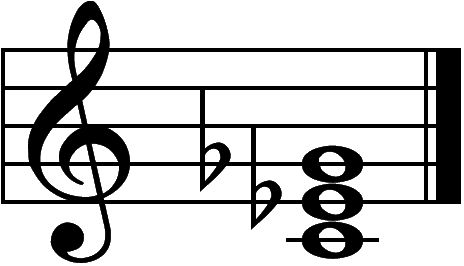
Accord de quinte diminuée

Un accord de quinte diminuée (pouvant être noté m♭5), est un accord de trois notes composé d'une fondamentale, d'une tierce mineure, c'est-à-dire un ton et un demi-ton diatonique au-dessus de la fondamentale, et d'une quinte diminuée, c'est-à-dire une quinte juste diminuée d'un demi-ton chromatique, soit deux tons et deux demi-tons diatoniques au-dessus de la fondamentale. Il peut également être noté Cdim, ou C° selon la notation moderne abrégée.
Exemple avec un accord de do diminué :
On peut également ajouter une note supplémentaire située une sixte majeure au-dessus de la fondamentale pour former un accord diminué complet, à quatre sons :
Exemple avec un accord de do diminué :